# بيل ديفيس (رسام)
بيل ديفيس (بالإنجليزية: Bill Davis)‏ هو رسام ومصمم جرافيك أمريكي، ولد في 1 مايو 1949 في فينسيا في الولايات المتحدة.